# NGC 3839
NGC 3839 é uma galáxia espiral (Sd) localizada na direcção da constelação de Leo. Possui uma declinação de +10° 47' 04" e uma ascensão recta de 11 horas, 43 minutos e 54,4 segundos.
A galáxia NGC 3839 foi descoberta em 19 de Abril de 1882 por Édouard Jean-Marie Stephan.